# Mister Pleasant
"Mister Pleasant", vaak ook geschreven als "Mr. Pleasant", is een nummer van de Britse band The Kinks. Het nummer verscheen op 21 april 1967 als single in de Verenigde Staten en het vasteland van Europa.

## Achtergrond
"Mister Pleasant" is geschreven door zanger en gitarist Ray Davies en geproduceerd door Shel Talmy. Qua tekst vertoont het gelijkenissen met de eerdere single "A Well Respected Man", aangezien beide nummers de nouveau riche op de hak nemen. Muzikaal gezien kent het invloeden uit de Engelse music hall en de zogeheten "trad jazz". Zo is er een trombone te horen en wordt de piano door Nicky Hopkins in ragtime gespeeld.
"Mister Pleasant" werd uitgebracht als single in de Verenigde Staten en het vasteland van Europa. In het Verenigd Koninkrijk kwam het zes maanden later pas uit als de B-kant van de single "Autumn Almanac". Aangezien The Kinks in de VS niet op tournee gingen en de single een minder commercieel geluid had, kwam het in dat land slechts tot de tachtigste plaats in de Billboard Hot 100. In Europa kende het meer succes, voornamelijk in Nederland, met een tweede plaats in zowel de Top 40 als de Parool Top 20, en in Vlaanderen, waar het de vierde plaats in een voorloper van de Ultratop 50 bereikte. Ter promotie playbackte de band het nummer bij de Europese televisieprogrammas Fan Club en Beat-Club. Ook namen zij later dat jaar voor de BBC een nieuwe versie op. Het werd slechts een keer live gespeeld; dit gebeurde op 27 maart 1971 bij een concert in New York.
De single "Mister Pleasant" had wereldwijd verschillende B-kanten. In de Verenigde Staten werd "Harry Rag" uitgebracht, dat in september 1967 voor de rest van de wereld beschikbaar werd gemaakt op het album Something Else by The Kinks. In Europa was dit "This Is Where I Belong", dat in het VK en de VS niet te verkrijgen was. Dit nummer werd opgenomen tijdens de sessies voor het album Face to Face uit oktober 1966, maar kwam hier niet op terecht. In de Verenigde Staten verscheen het in 1972 pas op het verzamelalbum The Kink Kronikles, terwijl het Verenigd Koninkrijk tot 1984 moest wachten op een officiële release. In Frankrijk bestond de single uit vier nummers: naast "This Is Where I Belong" waren dit ook "Two Sisters" en "Village Green", die in de rest van de wereld pas verschenen op respectievelijk Something Else by The Kinks en The Kinks Are the Village Green Preservation Society (november 1968).

## Hitnoteringen

### Nederlandse Top 40
| Hitnotering: 29-04-1967 t/m 15-07-1967 | Hitnotering: 29-04-1967 t/m 15-07-1967 | Hitnotering: 29-04-1967 t/m 15-07-1967 | Hitnotering: 29-04-1967 t/m 15-07-1967 | Hitnotering: 29-04-1967 t/m 15-07-1967 | Hitnotering: 29-04-1967 t/m 15-07-1967 | Hitnotering: 29-04-1967 t/m 15-07-1967 | Hitnotering: 29-04-1967 t/m 15-07-1967 | Hitnotering: 29-04-1967 t/m 15-07-1967 | Hitnotering: 29-04-1967 t/m 15-07-1967 | Hitnotering: 29-04-1967 t/m 15-07-1967 | Hitnotering: 29-04-1967 t/m 15-07-1967 | Hitnotering: 29-04-1967 t/m 15-07-1967 | Hitnotering: 29-04-1967 t/m 15-07-1967 |
| Week                                   | 1                                      | 2                                      | 3                                      | 4                                      | 5                                      | 6                                      | 7                                      | 8                                      | 9                                      | 10                                     | 11                                     | 12                                     |                                        |
| -------------------------------------- | -------------------------------------- | -------------------------------------- | -------------------------------------- | -------------------------------------- | -------------------------------------- | -------------------------------------- | -------------------------------------- | -------------------------------------- | -------------------------------------- | -------------------------------------- | -------------------------------------- | -------------------------------------- | -------------------------------------- |
| Nummer                                 | 16                                     | 9                                      | 5                                      | 3                                      | 2                                      | 2                                      | 3                                      | 6                                      | 8                                      | 12                                     | 20                                     | 32                                     | uit                                    |

### Parool Top 20
| Hitnotering: 29-04-1967 t/m 08-07-1967 | Hitnotering: 29-04-1967 t/m 08-07-1967 | Hitnotering: 29-04-1967 t/m 08-07-1967 | Hitnotering: 29-04-1967 t/m 08-07-1967 | Hitnotering: 29-04-1967 t/m 08-07-1967 | Hitnotering: 29-04-1967 t/m 08-07-1967 | Hitnotering: 29-04-1967 t/m 08-07-1967 | Hitnotering: 29-04-1967 t/m 08-07-1967 | Hitnotering: 29-04-1967 t/m 08-07-1967 | Hitnotering: 29-04-1967 t/m 08-07-1967 | Hitnotering: 29-04-1967 t/m 08-07-1967 | Hitnotering: 29-04-1967 t/m 08-07-1967 | Hitnotering: 29-04-1967 t/m 08-07-1967 |
| Week                                   | 1                                      | 2                                      | 3                                      | 4                                      | 5                                      | 6                                      | 7                                      | 8                                      | 9                                      | 10                                     | 11                                     |                                        |
| -------------------------------------- | -------------------------------------- | -------------------------------------- | -------------------------------------- | -------------------------------------- | -------------------------------------- | -------------------------------------- | -------------------------------------- | -------------------------------------- | -------------------------------------- | -------------------------------------- | -------------------------------------- | -------------------------------------- |
| Nummer                                 | 13                                     | 8                                      | 3                                      | 2                                      | 2                                      | 3                                      | 4                                      | 7                                      | 7                                      | 16                                     | 20                                     | uit                                    |

### NPO Radio 2 Top 2000
| Nummer met noteringen in de NPO Radio 2 Top 2000 | '00 | '01  | '02  | '03  | '04  | '05  | '06  | '07  | '08  | '09  | '10  |
| ------------------------------------------------ | --- | ---- | ---- | ---- | ---- | ---- | ---- | ---- | ---- | ---- | ---- |
| Mister Pleasant                                  | 418 | 1412 | 1503 | 1755 | 1534 | 1547 | 1417 | 1819 | 1544 | 1756 | 1858 |

1. ↑  Een vetgedrukt getal geeft de hoogste notering aan.
2. ↑  2000 was het eerste jaar met een notering voor dit nummer.
3. ↑  Deze tabel is bijgewerkt tot en met de laatste editie (2024).